# Top Volley 2015-2016
Questa voce raccoglie le informazioni riguardanti la Top Volley nelle competizioni ufficiali della stagione 2015-2016.

## Stagione
La stagione 2015-16 è per la Top Volley, sponsorizzata da Ninfa, la quattordicesima, la settima consecutiva, in Serie A1; viene cambiato sia l'allenatore, la cui scelta cade su Camillo Placì, che tutta la rosa: le uniche conferme riguardano Paul Ferenciac, Andrea Rossi e Daniele Tailli. Tra i nuovi acquisti spiccano quelli di Gabriele Maruotti, Alen Šket, Roberto Romiti, Simon Hirsch, Nikolaj Pavlov, Viktor Josifov e Dante Boninfante, ceduto a stagione in corso e sostituito da Daniele Sottile, mentre tra le cessioni si registrano quelle di Jeroen Rauwerdink, Andrea Semenzato, Todor Skrimov, Loris Manià, Saša Starović, Tine Urnaut e Simon Van de Voorde.
Il campionato si apre con due vittorie consecutive, mentre la prima sconfitta arriva alla terza giornata in casa dell'Associazione Sportiva Volley Lube, a cui fanno seguito altri due stop; nelle ultime sei partite del girone di andata il club laziale ne vince due, contro il Powervolley Milano e la Pallavolo Piacenza, chiudendo al settimo posto in classifica e qualificandosi per la Coppa Italia. Il girone si ritorno inizia con tre successi nelle prime quattro gare disputate, a cui fanno seguito quattro sconfitte di fila: dopo le vittorie sulla Pallavolo Piacenza e la Pallavolo Molfetta, chiude la regular season con la sconfitta contro la Sir Safety Perugia, classificandosi all'ottavo posto. Nei quarti di finale dei play-off scudetto la squadra di Latina viene eliminata perdendo le tre gare disputate contro l'Associazione Sportiva Volley Lube. Ottiene quindi la possibilità di giocare i play-off per il quinto posto, utile per qualificarsi alla Challenge Cup 2016-17: nei quarti di finale supera, vincendo le due gare utili per passare il turno, il Powervolley Milano, mentre l'accesso alla finale è consentito dalla vittoria sul BluVolley Verona in semifinale; in finale però viene sconfitta per 3-2 dalla Pallavolo Piacenza.
Grazie al sesto posto al termine del girone di andata della Serie A1 2015-16 la Top Volley partecipa alla Coppa Italia: tuttavia l'esperienza termina già ai quarti di finale, eliminata dopo aver perso sia la gara di andata sia quella di ritorno, entrambe per 3-0, contro l'Associazione Sportiva Volley Lube.

## Organigramma societario
Area direttiva
- Presidente: Gianrio Falivene
- Vicepresidente: Franco Grottoli
- Segreteria generale: Carlo Buzzanca
- Amministrazione: Bruno Monteferri

Area organizzativa
- Team manager: Bartolomeo Cappa
- Direttore sportivo: Candido Grande
- Addetto agli arbitri: Mauro Petrolini
- Consulente legale: Massimiliano Serrao
- Logistica: Mauro Cicchini, Michael Di Capua

Area tecnica
- Allenatore: Camillo Placì
- Allenatore in seconda: Marco Franchi
- Assistente allenatori: Martin Blanco Costa
- Scout man: Maurizio Cibba
- Responsabile settore giovanile: Francesco Bignardi

Area comunicazione
- Ufficio stampa: Alessandro Antonelli
- Area comunicazione: Luigi Goldner, Giuseppe Baratta
- Webmaster: Michela Policicchio
- Fotografo: Paola Libralato
- Grafica e sviluppo: Danilo Cirelli

Area marketing
- Ufficio marketing: Luigi Goldner, Giuseppe Baratta
- Biglietteria: Marina Cacciapuoti, Patrizia Cacciapuoti

Area sanitaria
- Medico: Amedeo Verri
- Preparatore atletico: Alberto Di Mario
- Assistente preparatore atletico: Nicolangelo Antonicelli, Glauco Ranocchi
- Fisioterapista: Davide Ghisa, Elio Paolini
- Ortopedico: Gianluca Martini
- Cardiologo: Damiano Coletta
- Osteopata: Giacinta Milita
- Podologo: Alessandro Russo

## Rosa
| N° | Nome              | Ruolo | Data di nascita  | Nazionalità sportiva |
| -- | ----------------- | ----- | ---------------- | -------------------- |
| 1  | Dāvis Krūmiņš     | P     | 28 giugno 1990   | Italia               |
| 3  | Andrea Mattei     | C     | 23 luglio 1993   | Italia               |
| 4  | Daniele Sottile   | P     | 17 agosto 1979   | Italia               |
| 5  | Alen Šket         | S/O   | 28 marzo 1988    | Slovenia             |
| 6  | Nikolaj Pavlov    | S/O   | 22 maggio 1982   | Russia               |
| 7  | Paul Ferenciac    | S     | 17 maggio 1996   | Italia               |
| 8  | Roberto Romiti    | L     | 27 gennaio 1983  | Italia               |
| 9  | Dante Boninfante  | P     | 7 marzo 1977     | Italia               |
| 10 | Daniele Tailli    | S     | 24 luglio 1993   | Italia               |
| 11 | Simon Hirsch      | S/O   | 3 aprile 1992    | Germania             |
| 12 | Viktor Josifov    | C     | 16 ottobre 1985  | Bulgaria             |
| 13 | Andrea Rossi      | C     | 14 febbraio 1989 | Italia               |
| 15 | Gabriele Maruotti | S     | 25 marzo 1988    | Italia               |

## Mercato
| Acquisti | Acquisti          | Acquisti           | Acquisti   |
| R.       | Nome              | da                 | Modalità   |
| -------- | ----------------- | ------------------ | ---------- |
| P        | Dante Boninfante  | Modena             | definitivo |
| S/O      | Simon Hirsch      | Argos              | definitivo |
| C        | Viktor Josifov    | Gubernija          | definitivo |
| P        | Dāvis Krūmiņš     | Tuscania           | definitivo |
| S        | Gabriele Maruotti | Sir Safety Perugia | definitivo |
| C        | Andrea Mattei     | Padova             | definitivo |
| S/O      | Nikolaj Pavlov    | Gubernija          | definitivo |
| L        | Roberto Romiti    | Molfetta           | definitivo |
| S/O      | Alen Šket         | Molfetta           | definitivo |
| P        | Daniele Sottile   | Powervolley Milano | definitivo |

| Cessioni | Cessioni            | Cessioni           | Cessioni   |
| R.       | Nome                | a                  | Modalità   |
| -------- | ------------------- | ------------------ | ---------- |
| P        | Dante Boninfante    | Powervolley Milano | definitivo |
| C        | Dylan Davis         | Coburger           | definitivo |
| L        | Loris Manià         | Piacenza           | definitivo |
| P        | Davide Pellegrino   | Alessano           | definitivo |
| S        | Jeroen Rauwerdink   | Ziraat Bankası     | definitivo |
| C        | Andrea Semenzato    | ?                  | definitivo |
| S        | Todor Skrimov       | Powervolley Milano | definitivo |
| P        | Daniele Sottile     | Powervolley Milano | definitivo |
| S/O      | Saša Starović       | BluVolley Verona   | definitivo |
| S/O      | Tine Urnaut         | Trentino           | definitivo |
| C        | Simon Van de Voorde | Trentino           | definitivo |

## Risultati

### Serie A1

#### Girone di andata
| 1ª giornata - 25 ottobre 2015 Palasport San Lazzaro, Padova     | Padova            | 0 - 3 | Top Volley Latina  | 14-25, 18-25, 22-25               |
| 2ª giornata - 1º novembre 2015 PalaBianchini, Latina            | Top Volley Latina | 3 - 2 | Milano             | 25-23, 25-27, 25-17, 23-25, 15-13 |
| 3ª giornata - 8 novembre 2015 PalaCivitanova, Civitanova Marche | Lube              | 3 - 2 | Top Volley Latina  | 25-20, 23-25, 23-25, 25-23, 15-11 |
| 4ª giornata - 4 novembre 2015 PalaBianchini, Latina             | Top Volley Latina | 0 - 3 | BluVolley Verona   | 23-25, 21-25, 22-25               |
| 5ª giornata - 15 novembre 2015 PalaPanini, Modena               | Modena            | 3 - 0 | Top Volley Latina  | 25-20, 25-20, 25-23               |
| 6ª giornata - 22 novembre 2015 PalaBianchini, Latina            | Top Volley Latina | 3 - 2 | Powervolley Milano | 25-19, 25-22, 23-25, 22-25, 21-19 |
| 7ª giornata - 25 novembre 2015 PalaGalassi, Forlì               | Porto Robur Costa | 3 - 2 | Top Volley Latina  | 19-25, 25-20, 15-25, 25-21, 18-16 |
| 8ª giornata - 29 novembre 2015 PalaTrento, Trento               | Trentino          | 3 - 0 | Top Volley Latina  | 25-22, 25-17, 25-16               |
| 9ª giornata - 6 dicembre 2015 PalaBianchini, Latina             | Top Volley Latina | 3 - 0 | Piacenza           | 25-23, 25-20, 25-16               |
| 10ª giornata - 8 dicembre 2015 PalaPoli, Molfetta               | Molfetta          | 3 - 2 | Top Volley Latina  | 25-23, 28-26, 21-25, 15-25, 15-11 |
| 11ª giornata - 13 dicembre 2015 PalaBianchini, Latina           | Top Volley Latina | 0 - 3 | Sir Safety Perugia | 22-25, 22-25, 19-25               |

#### Girone di ritorno
| 12ª giornata - 20 dicembre 2016 PalaBianchini, Latina        | Top Volley Latina  | 3 - 2 | Padova            | 25-21, 25-20, 22-25, 22-25, 15-12 |
| 13ª giornata - 19 gennaio 2016 Palazzetto dello Sport, Monza | Milano             | 1 - 3 | Top Volley Latina | 26-28, 20-25, 25-22, 21-25        |
| 14ª giornata - 24 gennaio 2016 PalaBianchini, Latina         | Top Volley Latina  | 0 - 3 | Lube              | 18-25, 16-25, 17-25               |
| 15ª giornata - 31 gennaio 2016 PalaOlimpia, Verona           | BluVolley Verona   | 2 - 3 | Top Volley Latina | 25-22, 22-25, 18-25, 25-19, 13-15 |
| 16ª giornata - 3 febbraio 2016 PalaBianchini, Latina         | Top Volley Latina  | 1 - 3 | Modena            | 25-23, 19-25, 23-25, 22-25        |
| 17ª giornata - 9 febbraio 2016 PalaBorsani, Castellanza      | Powervolley Milano | 3 - 1 | Top Volley Latina | 25-18, 27-29, 25-21, 25-22        |
| 18ª giornata - 16 febbraio 2016 PalaBianchini, Latina        | Top Volley Latina  | 2 - 3 | Porto Robur Costa | 25-19, 18-25, 25-23, 16-25, 8-15  |
| 19ª giornata - 21 febbraio 2016 PalaBianchini, Latina        | Top Volley Latina  | 1 - 3 | Trentino          | 23-25, 25-23, 19-25, 16-25        |
| 20ª giornata - 25 febbraio 2016 PalaBanca, Piacenza          | Piacenza           | 0 - 3 | Top Volley Latina | 15-25, 22-25, 20-25               |
| 21ª giornata - 28 febbraio 2016 PalaBianchini, Latina        | Top Volley Latina  | 3 - 1 | Molfetta          | 25-19, 25-21, 19-25, 25-23        |
| 22ª giornata - 6 marzo 2016 PalaEvangelisti, Perugia         | Sir Safety Perugia | 3 - 0 | Top Volley Latina | 25-19, 25-20, 25-22               |

#### Play-off scudetto
| Quarti di finale (gara 1) - 10 marzo 2016 PalaCivitanova, Civitanova Marche | Lube              | 3 - 2 | Top Volley Latina | 23-25, 25-14, 24-26, 25-22, 15-13 |
| Quarti di finale (gara 2) - 13 marzo 2016 PalaOlimpia, Verona               | Top Volley Latina | 0 - 3 | Lube              | 21-25, 17-25, 15-25               |
| Quarti di finale (gara 3) - 20 marzo 2016 PalaCivitanova, Civitanova Marche | Lube              | 3 - 0 | Top Volley Latina | 25-21, 25-17, 25-14               |

#### Play-off 5º posto
| Quarti di finale (gara 1) - 10 aprile 2016 PalaBianchini, Latina    | Top Volley Latina  | 3 - 0 | Powervolley Milano | 25-15, 25-19, 25-19               |
| Quarti di finale (gara 2) - 13 aprile 2016 PalaBorsani, Castellanza | Powervolley Milano | 0 - 3 | Top Volley Latina  | 22-25, 19-25, 17-25               |
| Semifinali - 24 aprile 2016 PalaOlimpia, Verona                     | BluVolley Verona   | 2 - 3 | Top Volley Latina  | 25-18, 22-25, 21-25, 25-18, 11-15 |
| Finale - 25 aprile 2016 PalaOlimpia, Verona                         | Top Volley Latina  | 0 - 3 | Piacenza           | 17-25, 24-26, 19-25               |

### Coppa Italia

#### Fase a eliminazione diretta
| Quarti di finale (andata) - 22 dicembre 2015 PalaBianchini, Latina             | Top Volley Latina | 0 - 3 | Lube              | 20-25, 16-25, 20-25 |
| Quarti di finale (ritorno) - 14 gennaio 2016 PalaCivitanova, Civitanova Marche | Lube              | 3 - 0 | Top Volley Latina | 25-17, 25-23, 25-19 |

## Statistiche

### Statistiche di squadra
| Competizione | Punti | In casa | In casa | In casa | In trasferta | In trasferta | In trasferta | Totale | Totale | Totale |
| Competizione | Punti | G       | V       | P       | G            | V            | P            | G      | V      | P      |
| ------------ | ----- | ------- | ------- | ------- | ------------ | ------------ | ------------ | ------ | ------ | ------ |
| Serie A1     | 27    | 13      | 6       | 7       | 14           | 5            | 9            | 29     | 12     | 17     |
| Coppa Italia | -     | 1       | 0       | 1       | 1            | 0            | 1            | 2      | 0      | 2      |
| Totale       | -     | 14      | 6       | 8       | 15           | 5            | 10           | 31     | 12     | 19     |

G = partite giocate; V = partite vinte; P = partite perse

### Statistiche dei giocatori
| Giocatore     | Serie A1 | Serie A1 | Serie A1 | Serie A1 | Serie A1 | Coppa Italia | Coppa Italia | Coppa Italia | Coppa Italia | Coppa Italia | Totale | Totale | Totale | Totale | Totale |
| Giocatore     | P        | PT       | AV       | MV       | BV       | P            | PT           | AV           | MV           | BV           | P      | PT     | AV     | MV     | BV     |
| ------------- | -------- | -------- | -------- | -------- | -------- | ------------ | ------------ | ------------ | ------------ | ------------ | ------ | ------ | ------ | ------ | ------ |
| D. Boninfante | 8        | 16       | 7        | 3        | 6        | -            | -            | -            | -            | -            | 8      | 16     | 7      | 3      | 6      |
| P. Ferenciac  | 5        | 1        | 1        | 0        | 0        | 1            | 0            | 0            | 0            | 0            | 6      | 1      | 1      | 0      | 0      |
| S. Hirsch     | 28       | 380      | 328      | 30       | 22       | 2            | 20           | 15           | 4            | 1            | 30     | 400    | 343    | 34     | 23     |
| D. Krūmiņš    | 18       | 5        | 3        | 1        | 1        | 2            | 0            | 0            | 0            | 0            | 20     | 5      | 3      | 1      | 1      |
| G. Maruotti   | 29       | 285      | 227      | 30       | 18       | 2            | 15           | 14           | 0            | 1            | 31     | 300    | 251    | 30     | 19     |
| A. Mattei     | 18       | 48       | 23       | 19       | 6        | 2            | 8            | 7            | 0            | 1            | 20     | 56     | 30     | 19     | 7      |
| N. Pavlov     | 20       | 176      | 155      | 5        | 16       | -            | -            | -            | -            | -            | 20     | 176    | 155    | 5      | 16     |
| R. Romiti     | 29       | -        | -        | -        | -        | 2            | -            | -            | -            | -            | 31     | -      | -      | -      | -      |
| A. Rossi      | 29       | 143      | 94       | 39       | 10       | 2            | 7            | 6            | 1            | 0            | 31     | 150    | 100    | 40     | 10     |
| A. Šket       | 28       | 294      | 248      | 33       | 13       | 2            | 13           | 11           | 1            | 1            | 30     | 307    | 259    | 34     | 14     |
| D. Sottile    | 21       | 30       | 11       | 14       | 5        | 2            | 0            | 0            | 0            | 0            | 23     | 30     | 11     | 14     | 5      |
| D. Tailli     | 28       | 44       | 35       | 7        | 2        | 2            | 3            | 3            | 0            | 0            | 30     | 47     | 38     | 7      | 2      |
| V. Josifov    | 29       | 239      | 134      | 85       | 20       | 1            | 7            | 5            | 2            | 0            | 30     | 246    | 139    | 87     | 20     |

P = presenze; PT = punti totali; AV = attacchi vincenti; MV = muri vincenti; BV = battute vincenti